# Marrubieae
Marrubieae, tribus biljaka iz porodice usnača kojemu pripada pet rodova, među kojima tetrljan, crna kopriva i školjkasti cvijet.
Godine 2021. objavljeno je da  “Do danas samo dva roda, Metastachydium i Paralamium, još uvijek nisu uključena u molekularne filogenetske studije Lamioideae, a njihov odnos s ostalim rodovima ostaje zagonetan.” Michael Hassler na svom popisu rod Metastachydium svrstao je u tribus Marrubieae.

## Rodovi
1. Acanthoprasium  (Benth.) Spenn. (2 spp.)
2. Ballota L. (18 spp.)
3. Marrubium L. (49 spp.)
4. Moluccella L. (8 spp.)
5. Pseudodictamnus Fabr. (14 spp.)
6. ?Metastachydium Airy Shaw ex C. Y. Wu & H. W. Li (1 sp.)